# Герб Зарічного
Герб Зарі́чного — офіційний символ смт Зарічне Рівненської області. Затверджений 8 серпня 1997 року сесією Зарічненської селищної ради.

## Опис (блазон)
Щит перетятий по горизонталі; у верхньому синьому полі летить срібний лелека з червоним дзьобом і ногами та чорними пір'їнами на крилах і хвості; у нижньому золотому полі виростають три стеблини рогозу зі зеленими стеблами та листками і чорними голівками.

## Зміст
У символах відображені характерні представники місцевої флори і фауни, чим підкреслюється розташування селища в Поліському регіоні, а синій колір вказує на назву Зарічне і річку Стир.

## Автори
Автори — А. Б. Гречило та Ю. П. Терлецький.